# Bátor (település)
Bátor község Heves vármegyében, az Egri járásban.

## Fekvése
Bátor az Ózd-Egercsehi-medencében fekszik Eger vármegyeszékhelytől légvonalban 15 kilométerre északnyugatra.
A településtől délre, az Egerbakta-Bátor útvonal jobb oldalán emelkedik a Bátori Nagyoldal, amelyet égerligetek és tölgyesek borítanak. A környéken védett növények s kis- és nagyvadak is élnek.
Az erdővel borított hegyoldalak, az érintetlen természet nemcsak szép látványt, hanem egészséges levegőt is biztosítanak az itt lakóknak.
A közvetlen szomszédos települések: észak felől Egerbocs, kelet felől Szarvaskő, délkelet felől az Egerhez tartozó Felnémet, dél felől Egerbakta, nyugat felől Bükkszék, északnyugat felől pedig Hevesaranyos. Északkelet felől a legközelebbi település Mónosbél, de a két falu közigazgatási területe nem érintkezik egymással.

### Megközelítése
Legfontosabb közúti megközelítési útvonala a 2414-es út, mely egyben a főutcája is, ezen érhető el északi és déli szomszédja felől; külterületeit délen és nyugaton érinti még a 2413-as út is, Hevesaranyossal pedig a 24 125-ös számú mellékút köti össze.
Eger, illetve az ország távolabbi részei felől két irányból is aránylag kényelmesen megközelíthető: a 24-es főúton Egerbaktánál észak felé kanyarodva, vagy a 25-ös főút felől Szúcsnál dél felé letérve, Egerbocson keresztül.
Vasútvonal nem érinti, a legközelebbi vasúti csatlakozási lehetőséget a mintegy 16 kilométerre fekvő Eger vasútállomás kínálja. (Légvonalban Szarvaskő vasúti megállóhelye ugyan jóval közelebb található, de a két település között nincs közúti kapcsolat.)
A közösségi közlekedés térségi szolgáltatója a Volánbusz, melynek elsősorban az Egerből, illetve Salgótarjánból induló egyes buszjáratai érintik a települést.

## Története
Első okleveles említése 1283-ból Batur névalakban ismeretes. 1295-ben már önálló helység volt, mely az egri püspökség tulajdonában levő Szarvaskő várának a területével volt határos. Bátort Endre püspök 1295-ben szerezte csere útján Marzsó fia Pós comestől, akinek Bátonyt adta cserébe.
Neve az 1332–1337 évi pápai tizedjegyzékben Batúr néven fordult elő. 1326-tól a Báthori családé, 1372-ben pedig az egri káptalan és a püspökség birtoka lett.1486 körül az egri püspöki szarvaskői váruradalomhoz tartozott.
A 16. században Alsó-és Felsőbátor nemesek birtoka volt, majd ez utóbbi 1552-ben elnéptelenedett. A 17. században Kisbátor köznemesi birtok, Nagybátor pedig nagyobbrészt az egri káptalané volt. 1688 és 1701 között Nagybátor ismét néptelenné vált. A 18-20. században a község szintén részben egyházi, részben világi tulajdonba tartozott.
1693-ban Fáy Ferencz birtoka. 1741-ben az egri káptalan jobbágyközsége volt.
A 19. század első felében az egri káptalanon kívül még gróf Keglevich Miklós zálogbirtoka lett, továbbá Okolicsányi János és a Fora család bírt itt földesúri joggal.
1910-ben 767 magyar lakosa volt, ebből 754 római katolikus, 10 izraelita. A 20. század elején Heves vármegye Pétervásárai járásához tartozott.
Bátor mai gazdasági helyzetére, és erejére jellemző, hogy kedvező földrajzi adottságainak és a teljeskörűen kiépített infrastruktúrának köszönhetően látványosan beindult a település fejlődése:
- egy-egy régi házat igényesen felújítottak,
- a helyiek, illetve a visszatelepülők több új házat is építettek,
- a közszolgáltatások, intézmények kulturált körülmények között működnek,
- a magán- és önkormányzati fejlesztések összehangolt munkájának eredményeként javul a falukép, egyre igényesebb a község arculata, ennek hatására folyamatosan növekszik az érdeklődés a még szabad ingatlanok, telkek iránt.

## Közélete

### Polgármesterei
- 1990–1994: Derecskei Csaba (MDF)[3]
- 1994–1998: Derecskei Csaba (MDF-KDNP-Fidesz)[4]
- 1998–2002: Sánta István László (független)[5]
- 2002–2006: Derecskei Imre Csaba (független)[6]
- 2006–2010: Sánta István László (független)[7]
- 2010–2014: Derecskei Péter (Fidesz–KDNP)[8]
- 2014–2019: Derecskei Csaba Péter (Fidesz–KDNP)[9]
- 2019–2024: Pallagi Alfréd (független)[10]
- 2024– : Pallagi Alfréd (független)[1]

## Népesség
A település népességének változása:
| Lakosok száma | 352  | 344  | 343  | 360  | 382  | 377  | 361  |
|               | 2013 | 2014 | 2015 | 2021 | 2022 | 2023 | 2024 |

2001-ben a település lakosságának 100%-a magyar nemzetiségűnek vallotta magát.
A 2011-es népszámlálás során a lakosok 80,1%-a magyarnak, 0,5% bolgárnak, 0,5% cigánynak, 0,3% németnek mondta magát (19,4% nem nyilatkozott; a kettős identitások miatt a végösszeg nagyobb lehet 100%-nál). A vallási megoszlás a következő volt: római katolikus 58,7%, református 3,3%, evangélikus 0,3%, felekezeten kívüli 8,2% (29% nem nyilatkozott).
2022-ben a lakosság 85,9%-a vallotta magát magyarnak, 0,8% cigánynak, 0,5% németnek, 0,3% szlováknak, 3,7% egyéb, nem hazai nemzetiségűnek (13,6% nem nyilatkozott; a kettős identitások miatt a végösszeg nagyobb lehet 100%-nál). Vallásuk szerint 31,2% volt római katolikus, 2,6% református, 0,3% görög katolikus, 0,3% izraelita, 1% egyéb keresztény, 2,9% egyéb katolikus, 8,9% felekezeten kívüli (52,6% nem válaszolt).

## Nevezetességei
Műemlék jellegű épületek:
- 1775–82 között épült késő barokk római katolikus templom (védőszentje Szent Imre herceg)
- 1823-ban épült és 1845-ben mai helyére áthelyezett népies barokk Nepomuki Szent János kápolna
- A templom oldalában helyezték el az első világháborús emlékművet, a bátori elesett hősök nevével
- Bátor Tanösvény

A tanösvény a vidék természeti, földtani és kultúrtörténeti látnivalóit mutatja be; 8,2 km hosszan kanyarog, a helyi védettséget élvező Nagyoldalt kerülve körbe. Útvonalán egy hosszú földtörténeti időszakot járhatunk végig, a 165 millió évvel ezelőtt az itteni tenger mélyén lezajlott vulkáni folyamatoktól kezdve a vidék korábbi gazdagságát megalapozó barnakőszén-telepek képződéséig, megismerkedve közben a Nagyoldal egyedi, védett élővilágával, és bepillantást szerezve Bátor közel háromezer évre, egészen a bronzkorig visszanyúló történelmébe is.